# Belső-Mérges-patak
A Belső-Mérges-patak a Mátraalján ered, Gyöngyös város déli határában, Heves vármegyében, mintegy 140 méteres tengerszint feletti magasságban. A patak forrásától kezdve délnyugati irányban halad, majd Gyöngyöshalász településnél éri el a Gyöngyös-patakot.
Az 1914 évi XXIII. tc. 2. §-ában szerepel, hogy a Belső-Mérges patakot a Külső-Mérges patakba vezették, valamint a Nagy-patakot új mederbe helyezték át.

## Part menti települések
A patak partja mentén fekvő településeken több, mint 33 000 fő él.
- Gyöngyös
- Gyöngyöshalász